# نولان فليبي
نولان فليبي (الاسم العلمي:Nolana philippiana) هو نوع نباتي يتبع جنس النولان من فصيلة الباذنجانية.